# Szejk Mansur
Szejk Mansur właśc. Al-Imam al-Mansur al-Mutawakkil Ala Allah (ur. 1760 w aule Ałdy, zm. 13 kwietnia 1794 w Szlisselburgu) – czeczeński przywódca religijny, organizator ruchu oporu górali kaukaskich przeciwko Rosji pod koniec XVIII wieku.

## Życiorys
Urodził się w aule Ałdy, nad rzeką Sunżą. Początkowo zajmował się pasterstwem, jak większość chłopców w jego wieku. Wizje religijne, których miał doświadczyć spowodowały, że udał się do Dagestanu, aby kształcić się w szkole sufickiej. W 1783 lub 1784 został imamem i przyjął imię Mansur (arab. zwycięski). W 1784 powrócił do Czeczenii, gdzie propagował zasady szariatu, nakazując Czeczenom porzucenie tradycji pogańskich i zachowanie jedności. Autorytet, którym cieszył się Mansur zaniepokoił władze rosyjskie. Polityka władz rosyjskich wobec ludów kaukaskich zakładała ich stopniową chrystianizację, zaś wszelkie próby ich islamizacji postrzegano jako zagrożenie dla wpływów rosyjskich.
W 1785 do aułu Ałdy została skierowana ekspedycja karna, złożona z 5000 żołnierzy carskich. Żołnierze zastali wieś opustoszałą i zaczęli ją rabować, a następnie spalili. Zniszczono także dom rodzinny Mansura. Mansur proklamował świętą wojnę (dżihad) przeciwko Rosjanom. W 1785 siły wierne Mansurowi liczyły ponad 12 000 ludzi, osiągając pierwsze sukcesy w walkach z Rosjanami. W grudniu 1785 Czeczeni ponieśli pierwszą porażkę, podejmując nieudaną próbę zdobycia fortu Kizlar. W czasie wojny rosyjsko-tureckiej 1787-1792 Szejk Mansur poprowadził swoich ludzi początkowo na Kubań, a następnie w kierunku Adygei (północno-zachodni Kaukaz) i stamtąd próbował nękać oddziały rosyjskie. 22 czerwca 1791 został schwytany przez żołnierzy gen. Iwana Gudowicza w czasie szturmu na twierdzę Anapa nad Morzem Czarnym i przewieziony do Sankt Petersburga. Skazany na karę dożywotniego więzienia, zmarł w twierdzy szlisselburskiej. Według innej wersji ostatnie lata życia spędził w klasztorze na Wyspach Sołowieckich.